# Vissaias Orientais
Vissaias Orientais (Visayas Orientais) é um região de Filipinas nas Filipinas. De acordo com o censo de 1 de maio  de  2020 possui uma população de 4 547 150 pessoas e 975 625 domicílios.